# Michelangelo Simonetti
Michelangelo Simonetti (Roma, 5 maggio 1731 – Roma, 13 maggio 1787) è stato un architetto neoclassico italiano che operò soprattutto in Vaticano.

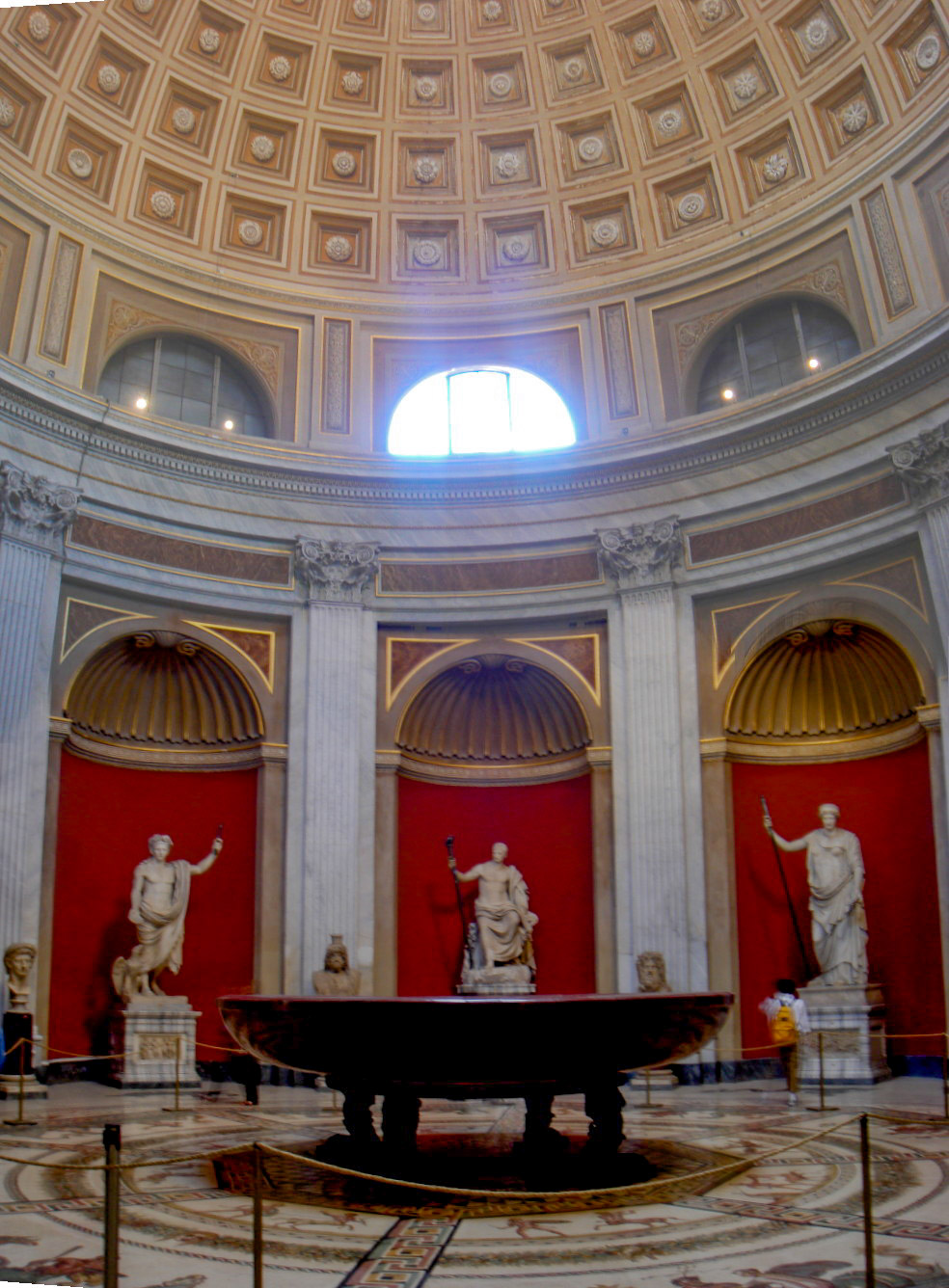
Roma, Musei Vaticani: sala della Rotonda

Architetto camerale e dei Sacri Palazzi Apostolici dal 1772, nello stesso anno, succedendo ad Alessandro Dori, realizzò l'ottagono portico ionico del Cortile del Belvedere, e dal 1776 la sequenza di ambienti di astratta classicità del museo Pio-Clementino: Gabinetto delle Maschere, Sala degli Animali, Sala delle Muse, Sala Rotonda, Sala a Croce Greca, Galleria dei Candelabri, scalone monumentale.